# عبد العزيز المصري
علي سيد محمد مصطفى البكري، المعروف باسم عبد العزيز المصري (من مواليد 18 أبريل 1966 في بني سويف، مصر)، هو عضو في مجلس شورى تنظيم القاعدة وعضو سابق في جماعة الجهاد الإسلامي المصرية، التي أنتقل منها إلى تنظيم القاعدة، إلى جانب أيمن الظواهري. المصري مطلق السراح، ووزارة الخارجية الأمريكية تقدم ما يصل إلى 5 ملايين دولار أمريكي للحصول على معلومات حول مكان وجوده.
بسبب عضويته في تنظيم القاعدة، يخضع عبد العزيز المصري لحظر عالمي من قبل لجنة مجلس الأمن التابع للأمم المتحدة رقم 1267. قالت الأمم المتحدة في عام 2005 أن المصري ربما يكون في إيران.